# Лиличя Пиндулуи
„Лиличя Пиндулуи“ (на арумънски: Lilicea Pindului, в превод Пиндска лилия) е месечно арумънско литературно списание („revistă literară armânească”), издавано в Букурещ от декември 1910 до януари 1912 година.
Списвано е на арумънски език от редкционен комитет от арумънски студенти, в който влизат Константин Суфлери, Т. Чяпара, Д. Качиона, М. Янку, Йон Фоти, Николае Бадралекси, Д. Бабуш, Николае Караджа, Аргир Кулина, Косту Йоцу, Николае Папули и Йоан Зуки.